# Gordil
Gordil ist eine Ortschaft in der Präfektur Vakaga im Nordosten der Zentralafrikanischen Republik. Sie liegt in der Unterpräfektur Birao in der Nähe der westlich angrenzenden Präfektur Bamingui-Bangoran.

## Lage und Verkehr
Gordil liegt auf einer Höhe von etwa 430 m etwas nördlich der Mündung des Flusses Ouandija in den Vakaga, der in das Tschadbecken entwässert. Der Ort liegt an der Route Nationale 8, die von Am Dafok an der Grenze zum Sudan bis nach Sibut im südlichen Zentrum des Landes führt. Die nächstgelegenen Städte sind Ndélé, 175 km weiter südwestlich, sowie Birao, das 140 km nordöstlich liegt. Der Nachbarort Tiringoulou liegt 56 km östlich. Die Straßen um Gordil sind in sehr schlechtem Zustand, außerdem ist das Reisen über Land aufgrund der Sicherheitslage gefährlich.
Etwas südöstlich der Ortschaft, an der RN 8, liegt der Flugplatz Gordil, der jedoch nicht im regulären Flugverkehr angeflogen wird.

## Geographie
Gordil liegt in den äußeren Tropen in etwa an der Grenze zwischen Feuchtsavanne und Trockensavanne.

## Rohstoffe
Bei Gordil gibt es Erdölvorkommen, für die sich die China National Petroleum Corporation Konzessionen sichern konnte. Die Kohlenwasserstoffe sollen von hoher Qualität und kostengünstig förderbar sein. Trotzdem ist bis heute (Stand 2021) keine Förderung begonnen worden.

## Bevölkerung
Die Bevölkerung lebt vom Fischfang im Ouandija, von der Landwirtschaft und vom Handel. Die sanitären Einrichtungen, die Verfügbarkeit von medizinischer Versorgung und Situation der Bildungseinrichtungen sind sehr schlecht.

## Bürgerkrieg
Im Jahr 2012 kam es im Nordosten der Zentralafrikanischen Republik zu einer Hungersnot, die auch Gordil betraf.
In Gordil ist ein Kontingent der MINUSCA mit sambischen Soldaten stationiert. Die Gegend wird nicht von der Zentralregierung kontrolliert, sondern von der Front populaire pour la renaissance de la Centrafrique (FPRC).

## Persönlichkeiten
- Michel Djotodia (* 1949), Rebellenführer und Präsident der Zentralafrikanischen Republik stammt aus Gordil[6]